# Lederer Sándor (közgazdasági író)
Lederer Sándor (Kiskunfélegyháza, 1852. október 14. – Budapest, 1927. november 28.) közgazdasági író, a Pesti Izraelita hitközség elnöke (1921–1927).

## Életpályája
Lederer Sándor és Feuer Klára fia, előkelő nagybirtokos családba született. A gimnáziumot Kecskeméten végezte, majd 1872-től jogtudományi tanulmányokat folytatott a Budapesti Királyi Magyar Tudományegyetemen. Az egyetem elvégzése után 1878-ban a Földművelés-, ipar- és kereskedelemügyi minisztérium alkalmazásába állt, majd a minisztériumok szétválása után a Kereskedelemügyi Minisztériumba került Baross Gábor mellé miniszteri titkárnak. 1881-ben tagja volt a Vöröskereszt Erzsébet Kórháza (ma Sportkórház) építési bizottságának. 1880-ban nevezték ki miniszteri fogalmazóvá, 1884-ben többek között az Ybl Miklós elnöklésével működő építőmestereket képesítő vizsgáló bizottság jegyzője. 1886-ban nevezték ki miniszteri titkárrá. 1888-ban az ipari és kereskedelmi osztály titkára, a Budapesti Kereskedelmi és Iparkamara iparosztályának tagja, 1890-ben a Kereskedelemügyi Minisztérium miniszteri titkára. Később miniszteri tanácsosi rangot ért el. 1891-ben vonult nyugállományba.
1880-ban kezdte a Magyar Föld című közgazdasági lapnál közgazdasági írói pályáját. Részt vett az 1885-ös Országos Általános Kiállítás rendezésében, amiért 1887-ben megkapta a Ferenc József-rend lovagkeresztjét. Több pénzintézet, valamint a marosvásárhelyi cukorgyár, a sangerhauseni gépgyár magyar gyártelepe és a Magyar-Belga Fémárugyár Részvénytársaság alapítása fűződik a nevéhez. Ő rendezte a brüsszeli világkiállítás magyar részét, és írta Mandello Károllyal közösen a francia nyelvű katalógust, és a barcelonai világkiállítás magyar osztályának a rendezése is a nevéhez fűződik. E munkáiért a magyar királytól Lipót-rend, a Mária Krisztina spanyol régenskirálynétől az Izabella-rend középkeresztje, II. Lipót belga királytól a Belga Lipót-rend tiszti keresztje kitüntetésben részesült.
Az Astra biztosító részvénytársaság elnöke, valamint az Általános Önsegélyező Egyesület elnöke volt.
A felekezeti életbe 1900-ban kapcsolódott be és azóta vezető szerepet játszott. Megalapította a Magyar Zsidók Egyesületét, amelynek elnöke lett. Az 1918. évi választásnál mint az ellenzék vezére bekerült a Pesti Izraelita Hitközség elöljáróságába. Előbb elnökhelyettes, majd Székely Ferenc távozása után elnök lett, mely tisztségét tragikus hirtelenséggel bekövetkezett haláláig (1921–1927 között) viselte. 1924-ben a Magyar Zsidó Hitközségek Országos Szövetsége központi intézőségének elnöke lett. Különösen nagy szervezőképességével tűnt ki. Munkájának eredményei a templomépítésben csúcsosodtak ki. Az ő kezdeményezésére épültek a Páva-utcai, Nagyfuvaros-utcai és a Csáky-utcai templomok.
Nem sokkal 75. születésnapja után szívrohamban halt meg. A rákoskeresztúri temetőben temették el.

## Fő művei
- Mezőgazdasági szövetkezetek (Bp., 1880)
- Iparcsarnok és állandó kiállítás (Bp., 1880)
- A mezőgazdasági hitelszövetkezetről (Bp., 1887) „A földmivelés-, ipar- és kereskedelemügyi m. kir. ministerium által jutalmazott pályamű”[26]
- Mezőgazdasági hitel (Bp., 1907)